# Henepola Gunaratana
Bhante Henepola Gunaratana es un monje budista theravada nacido en Sri Lanka. Se le conoce como Bhante G. Bhante Gunaratana es actualmente el abad de la Bhavana Society, un monasterio y centro de retiro de meditación que fundó en High View, West Virginia, en 1985.

## Biografía

### Infancia
Henepola Gunaratana nació como Ekanayaka Mudiyanselage Ukkubanda el 7 de diciembre de 1927, en el pequeño pueblo de Henepola en Sri Lanka. A los 7 asistió a una escuela dirigida por monjas misioneras católicas en Medagama. Era la escuela más cercana a su casa y atraía a muchos estudiantes ya que les proporcionaban buena comida. Un año después, Gunaratana se trasladaría a una nueva escuela primaria abierta junto al templo budista de Dehideniya.
Tras cuatro años, abandonó la educación formal a los 11 para formarse como novicio en un templo de Kosinna, en el distrito de Rambukkana. Sin embargo, este noviciado inicial se vio interrumpido. Tres meses después, su padre le trajo a casa cuando le enviaron una carta diciendo que uno de los jóvenes del templo había herido a Gunaratana en la muñeca con una piedra. Permaneció poco tiempo en casa antes de marcharse de nuevo, en enero de 1939, a otro templo en el pueblo de Malandeniya, distrito de Kurunegala. Tras impresionar a su maestro, el Venerable Kiribatkumbure Sonuttara Mahathera, con el progreso de su educación religiosa, pronto fue ordenado ordenado como monje novicio a los 12 años con el permiso de su padre. Su preceptor para la ceremonia fue el monje más anciano del distrito, el Venerable Alagoda Sumanatissa Nayaka Mahathera.
Gunaratana recibiría upasampada en 1947, a la edad de 20 años, en Kandy. Tomó su nombre de ordenación según la costumbre cingalesa. El primer nombre denotaba su lugar de nacimiento, y el apellido un concepto espiritual. Posteriormente se educó en el Vidyasekhara Pirivena Junior College, una escuela de monjes en Gampaha. Recibió su educación superior en Sri Lanka, en el Vidyalankara College de Kelaniya y en el Buddhist Missionary College (filial de la Maha Bodhi Society) de Colombo.

### Trabajo monástico
Tras su educación, fue enviado a la India para realizar labores misioneras como representante de la Sociedad Maha Bodhi. Sirvió principalmente a los Intocables en Sanchi, Delhi y Bombay. Durante su estancia en la India, gracias a su trabajo con el Venerable Pannatissa, Gunaratana se reunió con varios dignatarios como el Primer Ministro Nehru, Mahendra de Nepal y el Dalai Lama a lo largo de 1956. También fue asesor religioso de la Malaysian Sasana Abhivurdhiwardhana Society, la Buddhist Missionary Society y la Buddhist Youth Federation. Posteriormente trabajó como educador en la escuela Kishon Dial y en la escuela femenina Temple Road. También fue director del Instituto Budista de Kuala Lumpur.

### Vida en Estados Unidos
Bhante Gunaratana llegó por primera vez a Estados Unidos en 1968, a la edad de 40 años, invitado por la Sociedad Sasana Sevaka. Fue Secretario General de la Sociedad Budista Vihara de Washington D. C. y más tarde fue elegido presidente de la sociedad. Mientras ocupaba este cargo, dirigió retiros de meditación e impartió cursos de estudios budistas. Durante esta época, ingresó en la American University local y obtuvo una licenciatura en Filosofía en 1975. También fue el primer capellán budista del campus universitario en 1972, cuando aún era estudiante.

### Asistencia a refugiados vietnamitas, 1975
En mayo de 1975, tras graduarse, el Departamento de Estado se puso en contacto con Bhante Gunaratana al término de la guerra de Vietnam para consolar y atender a diez mil refugiados vietnamitas recién llegados a Florida. Durante los cuatro meses siguientes, en la base aérea de Eglin, Gunaratana celebró servicios devocionales, impartió clases de inglés y bendijo a los recién casados del campo de refugiados. También se esforzó considerablemente en encontrar patrocinadores estadounidenses para estos refugiados, asegurando que las familias permanecieran unidas y no se vieran obligadas a separarse.

### Educación y enseñanza
Tras este periodo, Gunaratana regresó a Washington D. C., y obtuvo un máster y un doctorado en Filosofía en 1980 por la American University. En la década de 1980, Gunaratana comenzó a impartir cursos de posgrado sobre budismo en la American University, la Georgetown, la Bucknell y la University of Maryland, College Park. También ha dado conferencias en universidades de Estados Unidos, Europa y Australia.
Es conocido por sus contribuciones al estudio y la práctica de la meditación samatha y vipassana.

## Obras
- The Path of Serenity and Insight. Motilal Banarsidass. 1985. ISBN 0-8364-1149-8.
- The Jhanas in Theravada Meditation. Buddhist Publication Society. 1988. ISBN 955-24-0035-X.
- Mindfulness in Plain English. Wisdom Publications. 1992. ISBN 0-86171-321-4.
- Eight Mindful Steps to Happiness: Walking the Buddha's Path. Wisdom Publications. 2001. ISBN 0-86171-176-9.
- Journey to Mindfulness: The Autobiography of Bhante G.. Wisdom Publications. 2003. ISBN 0-86171-347-8.
- Beyond Mindfulness in Plain English. Wisdom Publications. 2009. ISBN 978-0-86171-529-9.
- The Four Foundations of Mindfulness in Plain English. Wisdom Publications. 2012. ISBN 978-1-61429-038-4. (commentary on the Satipatthana Sutta)
- Meditation on Perception: Ten Healing Practices to Cultivate Mindfulness. Wisdom Publications. 2014. ISBN 978-1-61429-085-8. (commentary on the Girimananda Sutta)
- Loving-Kindness in Plain English: The Practice of Metta. Wisdom Publications. 2017. ISBN 978-1614292494.
- Impermanence In Plain English. Wisdom Publications. 2023. ISBN 978-1614298915.